# Elecciones presidenciales de Estados Unidos de 2004 en Illinois
Las Elecciones presidenciales de Estados Unidos en Illinois de 2004 se llevaron a cabo el 2 de noviembre de 2004 y formaron parte de las Elecciones presidenciales de Estados Unidos de 2004. Los votantes eligieron 21 representantes o electores para el  Colegio Electoral, quienes votaron por  presidente y  vicepresidente.
Illinois fue ganado por el candidato demócrata John Kerry por un margen de victoria de 10.3%. Antes de la elección, las 12 organizaciones noticias consideraron que este era un estado que Kerry ganaría o, de lo contrario, se consideraría un estado azul seguro. Un estado azul confiable que ningún republicano ha ganado desde  1988, votó a favor del candidato del  Demócrata el Senador John Kerry en 2004 Con casi el 55% de los votos.
La victoria de Kerry en Illinois se debió principalmente a llevar el 70% de los votos en el Condado de Cook del área de Chicago, donde reside aproximadamente el 43% de la población de Illinois. En el 57% restante del estado, el presidente George W. Bush ganó 54.6% (1,749,203 votos) a 45.3% (1,452,265 votos). El presidente Bush fue victorioso en los condados de collar de Chicago, aunque los resultados en esos condados fueron más limitados que sus victorias en el estado. A partir de  2016, esta es la última elección presidencial en la que un demócrata ganó Illinois sin llevar ninguno de los condados de collar de Chicago.
- Datos: Q279380
- Multimedia: United States presidential election in Illinois, 2004 / Q279380